# Receptor cannabinoide de tipo 1
El receptor cannabinoide tipo 1, normalmente abreviado como CB1, es un receptor cannabinoide acoplado a proteína G localizado principalmente en los sistemas nerviosos centrales y periférico. Se activa por los neurotransmisores endocannabinoides, anandamida y 2-araquidonilglicerol (2-AG); por cannabinoides de plantas, como el compuesto THC, el ingrediente activo del Psicotrópico, cannabis; y los análogos sintéticos del THC.

## Estructura
El receptor CB1 comparte la estructura característica de todos los receptores acoplados a proteína G, al poseer siete dominios transmembranales conectados por tres loops intracelulares, una cola N-terminal extracelular y una cola C-terminal intracelular. Estos receptores puedes existir como homodímeros o formar heterodímeros y otros oligómeros GPCRT cuando se coexpresan con una o más clases de receptores acoplados a proteína G. Los heterodímeros observados incluyen 2A–CB1, CB1–D2, OX1–CB1, mientras que muchos otros sólo son lo suficiente estables para existir in vivo. Evidencia reciente sugiere que estos receptores también pueden poseer un sitio de unión alostérico, que puede convertirse en un objetivo para mejorar los efectos clínicos modulatorios de los cannabinoides.

## Mecanismo
El receptor CB1 es un heteroreceptor presináptico que modula la liberación de neurotransmisores cuando se activa de una manera, dependiente de una dosis, estereoselectiva y sensible a la toxina pertussis. El receptor CB1 se activa con cannabinoides, generados naturalmente dentro del cuerpo  (endocannabinoides) o introducidos al cuerpo como el cannabis o un compuesto síntetico relacionado.
La investigación sugiere que la mayoría de los receptores CB1 están acoplados a través de proteínas Gi/o. Tras la activación, el receptor CB1 exhibe sus efectos a principalmente a través de la activación de la subunidad alfa Gi, la cual disminuye la concentración intracelular de AMPc al inhibir su producción de enzima, anilato ciclasa, e incrementa la concentración de proteína quinasa activada por mitógenos. Alternativamente, en algunos raros casos la activación de los receptores CB1 puede ser acoplada a proteínas Gs,  que estimulan el adenilato ciclasa. AMPc es conocido por funcionar como segundo mensajero acoplado a una variedad de canales de iones, incluyendo los canales de potasio rectificados para adentro (=Kir or IRK), influenciados positivamente y los canales de calcio que son activados por la interacción dependiente de AMPc con moléculas como la proteína quinasa A (PKA), proteína quinasa C (PKC), Raf-1, ERK, JNK, p38, c-fos, c-jun, y otros. En términos de función la inhibición de la expresión del AMPc, acorta, la duración, de los acciones de potencial presinápticos al prolongar la corrientes de potasio rectificado tipo A, que normalmente es inactivado tras la fosforilación por PKA. Esta inhibición se vuelve más pronunciada cuando se considera con el efecto de los receptores activados CB1 para limitar la entrada de calcio a la célula, que no ocurre a través de AMPc, pero por una inhibición directa mediada por proteína G. Ya que la entrada presináptica del calcio es un requisito la liberación de vesículas, esta función disminuirá al transmisor que entra a la sinapsis tras la liberación. La contribución relativa de cada uno de estos dos mecanismos inhibitorios depende de la varianza de canales de iones expresados por el tipo de célula.
El receptor CB1  también puede ser modulado por ligandos sintéticos alostéricos en una manera positiva y negativa. La exposición In vivo al THC debilita la potenciación a largo plazo y conduce a la reducción de CREB fosforilado.
En resumen, a la actividad del receptor CB1 se le ha encontrado relación con ciertos canales de iones de la siguiente manera:
- Positivamente para los canales de calcio rectificados hacia adentro y los tipo-A hacia afuera.
- Negativamente para los canales de calcio tipo-D hacia afuera.
- Negativamente para los canales de calcio tipo N, P/Q.

## Expresión
El receptor CB1 es codificado por el gen CNR1, localizado en el cromosoma humano 6. Dos variantes de la transcripción que codifican diferentes isoformas hantanto sido descritas para este gen. Ortólogos de CNR1 han sido identificados en la mayoría de los mamíferos. 
El receptor CB1 se expresa presinápticamente en las interneruronas glutaminérgica y GABAérgica y, en efecto, actúa como un neuromodulador que inhibe la liberación de glutamato y GABA. La administración repetida de los receptores Agonista as puede resultar en la internalización de receptor y/o una reducción en la señalización proteica de receptores.
El Agonista a inverso MK-9470 hace posible producir imágenes in vivo de la distribución de los receptores CB1 en el cerebro humano con tomografía por emisión de positrones.

### Cerebro

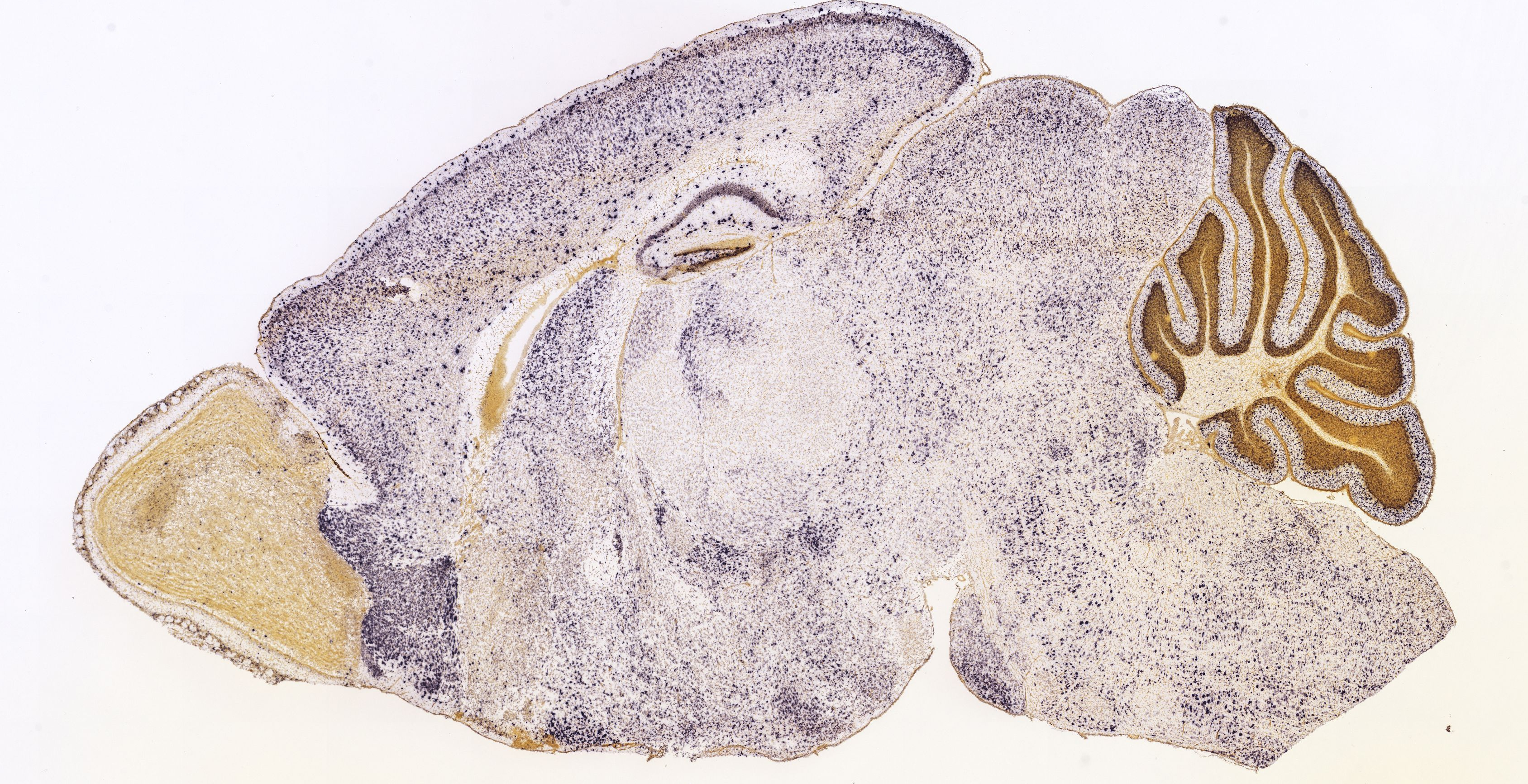
CNR1 está expresado extensamente en todas las regiones principales del cerebro postnatal de un ratón de 14 días, pero conpiscuamente, está ausente en gran parte del tálamo

Los receptores CB1 se expresan de manera más densa en el sistema nervioso central y son responsables de manera importante en mediar los efectos de los cannabinoides que se unen en el cerebro. Los endocannabinoides liberados por una neurona depolarizada se unen a los receptores CB1  en cualquier neurona presináptica glutamatérgica o GABAérgica, resultando en la disminución respectiva ya sea en liberación de glutamato o GABA. La liberación limitada de glutamato causa reducción en la excitación, mientras que limitar la liberación de GABA suprime la inhibición, una forma común de plasticidad de corto plazo en el cual la depolarización de una sola neurona induce una reducción en la inhibición mediada por GABA, en efecto excitando la célula postsináptica.
Diferentes niveles de la expresión de CB1  pueden ser detectados en el bulbo olfatorio, en regiones corticales (neocortex, Corteza piriforme, hipocampo, y amígdala), en varias parte de los ganglios basales, en los núcleos talámicos e hipotalámico y otras regiones subcorticales.

#### Formación del hipocampo
Las transcripciones de ARNm del receptor CB1 son abundantes en interneuronas GABAérgicas del hipocampo, reflejando indirecamente la expresión de estos receptores y elucidando el efecto establecido de los cannabinoides en la memoria. Estos receptores están localizados densamente en las células piramidales del hippocampo, que se sabe liberan glutamato. Los cannabinoides suprimen la inducción de LTP y LTD en el hipocampo al inhibir estas neuronas glutamatérgicas. Al reducir la concentración de glutamato liberado debajo del umbral necessario para depolarizar al recpetor postsináptico NMDA, un receptor que se sabe tiene una relación directa con la inducción de LTP y LTD. Los cannabinoides son un factor crucial para la selectividad de la memoria. Estos receptores están expresados ampliamente por interneuronas GABAérgicas al igual que por neuronas glutamatérgicas principales. Sin embargo, una mayor densidad se encuentra dentro de las células GABAérgicas. Esto significa que, aunque la fuerza/frecuencia sináptica y así el potencial para inducir LTP,  es disminuida, la actividad neta del hipocampo aumenta. Los receptores CB1 en el hipocampo inhiben de manera indirecta la liberación de acetilcolina .Esto sirve como el eje modulatorio y al contrario de GABA, disminuye la liberación de neurotransmisores.

#### Ganglios basales
Los receptores CB1 están expresados a través de los ganglios basales y han establecido los efectos en el movimiento de los roedores. Como están en el hipocampo, estos receptores inhiben la liberación de transmisores de glutamato o GABA, resutlando en la disminución en la excitación o una inhibición reducida basado en la célula en la que estén expresados. Consistente con la expresión variable de las interneuronas de glutamato excitatorio y de GABA inhibidor en ambos de los loops motores de los ganglios basales, cannabinoides sintéticos son conocidos por influenciar este sistema, en un patrón trifásico dependiente de dosis. La disminución de actividad locomotriz se observa en concentraciones muy altas o muy bajas de cannabinoides aplicados, mientras que un mejoramiento del movimiento puede ocurrir con uso moderado.  Sin embargo, estos efectos dependientes de dosis han sido estudiados predominantemente en roedores, y la base fisiológica para este patrón trifásico justifica investigación futura en humanos. Los efectos pueden variar en el sitio de la aplicación de los cannabinoides, la administración desde centros corticales muy altos, y si la aplicación de la droga es unilateral o bilateral.

#### Cerebelo y neocortex
El papel del receptor CB1 en la regulación de movimientos motores se complica por la expresión adicional de este receptor en el cerebellum y en el neocortex, dos regiones asociadas con la coordinación e iniciación de movimiento. La investigación sugiere que la anandamida es sintetizada por Purkinje y actúa sobre receptores presinápticos para inhibir la liberación de glutamato de células granulares o la liberación de GABA de las terminales de células de canasta. En el neocrotex, estos receptores están concentrados en intraneuronas locales en las capas cerebrales II-III and V-VI. Comparados con los cerebros de ratas, los humanos expresan más receptores CB1 en la corteza cerebral y en la amígdala y menos el cerebelo, lo que ayuda a explicar porque las funciones motores parecen ser más alteradas en ratas que humanos tras la aplicación de cannabinoides.

### Espina
Muchos de los efectos anlgésicos documentados de los cannabinoides están basados en la interacción de estos compuestos con receptores CB1 en las intreaneuronas de la médula espinal en los niveles superficiales del cuerno dorsal, conocido por su papel en procesamiento nociceptivo. En particular, el CB1 está expresado fuertemente en las capas 1 y 2 del cuerno dorsal de la médula espinal y en una lámina 10 por el canal central. El ganglio de la raíz dorsal también expresa estos receptores que tienen como objetivo una variedad de terminales periféricas involucradas en la nocicepción. Las señales en este camino también son transmitidas al gris periacuedutcal (PAG) del mesencéfalo. Se cree que los cannabinoides endógenos exhiben un efecto anlagésico en estos receptores al estimular las células PAG del glutamato y de GABA que se relacionen al procesamiento de entrada nociceptiva, una hipótesis consistente con el descubrimiento de la liberación de la anadamida en PAG incrementa en respuesta a estímulos que generen dolor.

### Otra
CB1 se expresa en diversos tipos de células en la glándula pituitaria, la glándula tiroide y posiblemente en la glándula adrenal. CB1 (también se expresa en diversas células relacionadas al metabolismo, como células grasas, células musculares, células hepáticas (y también en las células endoteliales, células de Kupffeiy células de Ito del hígado), en el tracto digestivo. Este receptor también se expresa en los pulmones y en el riñón.
CB1 está presente en células de Leydig y en espermas humanos. En las mujeres están presentes en los ovarios, oviductos myometrium, decidua, y placenta. También han sido implicados en el desarrollo apropiado del embrión.

## Función

### Salud y enfermedad
Varios estudios han implicado al receptor CB1 en el mantenimiento de la homeostais en salud y durante la enfermedad. En un modelo neuropático de roedor, el aumento de la expresión de estos receptores ha sido observada en neuronas talámicas, la médula espinal y en los ganglios de la raíz dorsal. Además, la expresión aumentada de receptores ha sido encontrada en muestras de tumores de carcinoma hepatocelular y otras células humanas con cáncer de próstata. La expresión de estos receptores se cree, modula la liberación de neurotransmisores en una manera que previene el desarrollo excesivo de actividad neuronal, reduciendo el dolor y otro síntomas de inflamación. Este descubrimiento es consistente con la localización de los receptores CB1 a las terminales de neuronas centrales y periféricas, y la mediación establecida de neurotransmisores tanto excitatorios como inhibitorios, acetilcolina, noradenalina, dopamina , 5-HT, GABA, glutamato, D-aspartato, y colecistoquinina. A través de su acción primaria como un receptor acoplado a Gi, CB1 inhibe la producción de adenosín monofosfato cíclico (AMPc), metabotrópicamente inhibiendo la liberación de todos los neurotransmisores.
El mejoramiento de la expresión de receptores después de la enfermedad ha sido observado como resultado en un desplazamiento hacia la izquierda en la curva de log de dosis-respuesta de cannabinol, y también un incremento en el tamaño de sus efectos máximos.

### Respuesta de ansiedad a lo nuevo
Un estudio de un ratón knockout de receptor CB1 examinó los efectos que estos receptores juegan en el comportamiento exploratorio en situaciones nuevas. Los investigadores eligieron como blanco las interneuronas corticales glutaméricas y GABAéricas y estudiaron los resultados en campo abierto, objeto nuevo, y pruebas de sociabilidad. Eliminar los receptores cannabinoides glutaméricos condujo a una menor exploración del objeto, sociabilidad y un incremento de comportamiento agresivo. En contraste los ratones knockout del receptor cannabinoide GABAérgico mostraron incrementó en la exploración de objetos, socialización y movimiento en el campo abierto. Estos efectos opuestos revelaron la importancia del sistema endocannabinoide en regular el comportamiento dependiente de ansiedad.
Los receptores glutaméricos CB1 no solo son responsables por mediar la agresión, pero producen funciones de tipo ansiolítica al inhibir excitamiento excesivo, lo que previno a los ratones de explorar objetos tanto animados como inanimados. En contraste, los receptores GABAérgiccos CB1  parecen controlar una función de tipo ansiogénica, al limitar la liberación de transmisores inhibitorios. Tomados juntos, estos resultado ilustran la función regulatoria del receptor CB1 en la sensación de excitación en el organismo durante situaciones nuevas y sugiere que la unidad de investigación está asociada con el comportamiento impulsivo.
Otro estudio encontró que la síntesis diferencial de anandamida y 2-AG en respuesta a estrés medió efectos benéficos del eje hipotalámico-pituitario-adrenal. Estos efectos fueron eliminando con la aplicación de un antagonista CB1, AM251, ilustrando que este receptor es esencial para modular la función de la respuesta a estrés.

### Hígado
En el hígado, la activación del receptor CB1 receptor es conocida por incrementar la lipogenesis de novo, La activación de los receptores presinápticos CB1 también es conocida por inhibir la invervación simpática de los vasos sanguíneos y contribuye a la supresión de la respuesta neurogénica vasopresora en shock séptico.

### Actividad gastrointestinal
La inhibición de la actividad gastrointestinal ha sido observada después de la administración de THC o anandamida. Se asume que este efecto es mediado por CB1, ya que este receptor se expresa por la hormona peptídica, colecistoquinina y la aplicación del antagonista específico CB1, SR 141716A (Rimonabant) bloquea el efecto. Otro reporte, sin embargo, sugiere que la inhibición de la motilidad intestintal también puede tener un componente mediado por CB2.
El agonista inverso del receptor CB1, rimonabant ha mostrado poder reducir el consumo de comida o soluciones dulces en humanos y ratones. Al marcar este receptor con Rimonabant ha mostrado reducir la ingesta de alimento o soluciones dulces en humanos y ratones. CB1 también facilita la liberación de grelina, que sucede normalmente cuando el estómago está constreñido en la presencia de un sistema relativamente activo, la hiper-reacción. Este es el génesis de los efectos que estimulan el apetito, coloquialmente llamado  "munchies".

### Actividad cardiovascular
Los cannabinoides son bien conocidos por su actividad cardiovascular. La activación de receptores CB1 periféricos contribuye a hemorragias e hipotensión inducida por endotoxinas. La anandamida y 2-AG, producidos macrófagos y plaquetas respectivamente puede mediar este efecto. Un candidato probable para esta función es el heterodímero de CB1 y adenosina 2a.A través de otro mecanismo de acción (A2A eleva AMPc), juntos, pueden servir para regular el suplemento sanguíneo cardiaco y así el lo que sale.

### Plasticidad
Se ha mostrado la inducción de CB1 a la depresión de largo y corto plazo en el estriado dorsal, la amígdala, la corteza prefrontal, el área ventral tegmental. Un estudio comparó la inducción de endocannabinoides de depresión de corto y largo plazo, en el lecho nuclear de la estría terminalis (BNST) y el estriado. Los resultados encontraron que tanto los efectos a corto o largo plazo eran dependientes en la activación de receptores CB1 en el estriado, mientras que la inducción de la depresión de largo plazo en el BNST recae en el receptor TRPV1. Los efectos varían basado en la molécula de endocannabinoide: 2-AG actúa en receptores CB1 presinápticos para mediar la depresión de corto plazo seguido de activación de las corriente de calcio tipo L, mientras que la anandamida se sintentiza después de la activación de mGluR5 y activó la señalización autocrina que induce la depresión de largo plazo.  Estos descubrimientos demostraron que el receptor CB1 actúa como un mecanismo directo para que cerebro inhiba selectivamente la excitabilidad neuronal sobre escalas de tiempo variables.

### Control motor
Los receptores CB1 están expresados a través de regiones motoras en el cerebro mamífero, sugiriendo que CB1  tiene un papel en el control motor. La activación de CB1 ha mostrado tener un efecto específico en variables cinemáticas en roedores, como la velocidad de fuerza aplicada durante la palanca de presión y la amplitud (pero no la frecuencia) del movimientos de los bigotes.

### Adicciones a las drogas y de comportamiento
Varias evaluaciones en los receptores CB1 receptores y en adicciones ha indicado que la activación del receptor CB1 restablece el comportamiento de búsqueda de drogas en adictos. En humanos, esto resulta de la influencia que los receptores CB1 límbicos tengan en neuronas mesolímbicas de dopamina, específicamente los receptores de dopamina en el nucleus accumbens. Como consecuencia, los antagonistas receptores CB1 pueden reducir el comportamiento de búsqueda de drogas en algunos adictos.

### Olfacción
Los receptores CB1 están expresados por un número de neuronas que proyectan desde el núcleo olfatorio anterior al ipsilateral principal bublo olfatorio.Sin embargo, los efectos de los cannabinoides en la actividad sináptica en estas neuronas no ha sido bien estudiada y sus efectos en la olfacción requieren más investigación en roedores. Los cannabinoides no son conocidos por tener efectos el la olfacción de los humanos, mientras que con el resto del cerebro, juega un papel crucial en la modulación de la liberación de los neurotransmisores.

## Uso de antagonistas
Los agonistas slectivos de CB1 pueden ser usados para islar los efectos del receptor del receptor CB2, ya que la mayoría de los cannabinoides y endocannabinoides se unen a ambos tipos de receptores. los antagonistas selectivos de CB1  son usados para reducción de peso y dejar de fumar. Un número considerable de antagonistas del receptor CB1 han sido descubiertos y caracterizados. TM38837 ha sido desarrollados como un receptor antagonista de CB1 que está restringido a marcar como objetivo únicamente receptores periféricos CB1. 

## Ligandos

### Agonistas
- Dronabinol

#### Selectivos
- Epigallocatechin
- Epicatechin
- Kavain
- Yangonin

#### Eficacia no especificada
- N-Araquidonoil dopamina
- Cannabinol
- HU-210
- 11-Hydroxy-THC
- Levonantradol

#### Inverso
- Rimonabant
- Taranabant

#### Parcial

##### Endógeno
- 2-Araquidonil gliceril éter

##### Fito/Sintético
- JWH-073
- Tetrahydrocannabinol

#### Completo

##### Endógeno
- 2-Araquidonoilglicerol

##### Fito/Sintético
- AM-2201
- CP 55,940
- JWH-018
- WIN 55,212-2

### Antagonistas
- Cannabigerol
- Ibipinabant
- Otenabant
- Tetrahydrocannabivarin
- Virodaminea (Endógeno CB1 antAgonista y CB2 Agonista )
- Cannabidiol[27]

## Afinidades de unión
|                              | Afinidad a CB1 (Ki) | Eficacia hacia CB1 | Afinidad a CB2 (Ki) | Eficacia hacia CB2 | Tipo       | Referencias |
| ---------------------------- | ------------------- | ------------------ | ------------------- | ------------------ | ---------- | ----------- |
| Anandamida                   | 78 nM               | Agonista completo  | 370 nM              | Agonista parcial   | Endógeno   |             |
| N-Araquidonoil dopamina      | 250 nM              | Agonista           | 12000 nM            | ?                  | Endógeno   | [ 28 ]      |
| 2-Arachidonoylglycerol       | 58.3 nM             | Agonista completo  | 145 nM              | Agonista completo  | Endógeno   | [ 28 ]      |
| 2-Arachidonyl glyceryl ether | 21 nM               | Agonista completo  | 480 nM              | Agonista completo  | Endógeno   |             |
| Tetrahydrocannabinol         | 10 nM               | Agonista parcial   | 24 nM               | Agonista parcial   | Fitogénico | [ 29 ]      |
| EGCG                         | 33.6 μM             | Agonista           | >50 μM              | ?                  | Fitogénico |             |
| AM-1221                      | 52.3 nM             | Agonista           | 0.28 nM             | Agonista           | Sintético  | [ 29 ]      |
| AM-1235                      | 1.5 nM              | Agonista           | 20.4 nM             | Agonista           | Sintético  | [ 29 ]      |
| AM-2232                      | 0.28 nM             | Agonista           | 1.48 nM             | Agonista           | Sintético  | [ 29 ]      |
| UR-144                       | 150 nM              | Agonista completo  | 1.8 nM              | Agonista completo  | Sintético  | [ 30 ]      |
| JWH-007                      | 9.0 nM              | Agonista           | 2.94 nM             | Agonista           | Sintético  | [ 30 ]      |
| JWH-015                      | 383 nM              | Agonista           | 13.8 nM             | Agonista           | Sintético  | [ 30 ]      |
| JWH-018                      | 9.00 ± 5.00 nM      | Agonista completo  | 2.94 ± 2.65 nM      | Agonista completo  | Sintético  | [ 31 ]      |

## Evolución
El gen CNR1 se usa en animales como un marcador filogenético de ADN nuclear. Este gen sin intrones ha sido usado para explorar la filogenia de los principales grupos de mamíferos, y contribuyó a revelar que los órdenes placentales están distribuidos en cinco clados principales: Xenarthra, Afrotheria, Laurasiatheria, Euarchonta, y Glires.  CNR1 también ha probado ser útil en niveles taxonómicos más bajos, como en los roedores, y para identificación de dermopteranscomo los relativos primates más cercanos.